# Henri-Alexandre Danlos
Henri-Alexandre Danlos, né le 26 mars 1844 à Paris et mort le 12 septembre 1912 à Chatou, est un dermatologue français. Il participe, avec le dermatologue danois Edvard Ehlers, à la description des maladies héréditaires du tissu conjonctif auxquelles ils donneront leur nom : le syndrome d'Ehlers-Danlos.
Henri-Alexandre Danlos est également la première personne, sur les conseils de Pierre Curie, à implanter des sources radioactives de radium dans une tumeur.

## Biographie
Henri-Alexandre Danlos est né le 26 mars 1844 à Pariset y passe toute son enfance. Contre la volonté de son père qui souhaitait le faire entrer dans l'entreprise familiale, Henri-Alexandre Danlos décide de prendre des cours de médecine. Il obtient son diplôme en 1869 et valide, en 1874, sa thèse intitulée « Quelle est la relation entre les menstruations et les maladies de peau ».
Il s'intéresse initialement aux travaux de laboratoire, et en particulier pour la chimie. Il entreprend notamment des recherches au laboratoire de Charles Adolphe Wurtz durant la première partie de sa carrière. En 1881, il devient médecin des hôpitaux et se forme auprès de Alfred Vulpian.
Quatre ans plus tard, en 1885, Henri-Alexandre Danlos devient chef de service à l'hôpital Tenon, où il a passé cinq ans, avant de rejoindre le service de santé publique. Or durant cette période il tombe malade et devient solitaire et pessimiste. En 1895, il reçoit une nomination à l'hôpital Saint-Louis à Paris où il pratique la médecine générale et où il est impliqué dans le développement de nouvelles techniques thérapeutiques en dermatologie.
Il participe notamment à des études sur l'utilisation de différentes préparations d'arsenic et de mercure dans le traitement de la syphilis et d'autres maladies de la peau. Il est le pionnier de l'utilisation de source radioactive de radium pour traiter le lupus érythémateux. Avec Eugène Bloch, il est le premier à placer le radium en contact avec une lésion cutanée tuberculeuse. En collaboration avec le dermatologue danois Edvard Ehlers, il décrit des maladies héréditaires du tissu conjonctif auxquelles il donnera son nom : le syndrome d'Ehlers-Danlos.
Il meurt le 12 septembre 1912 à l'âge de 68 ans à Chatou.